# Karancs
Karancs är en bergstopp i Ungern, på gränsen till Slovakien.   Den ligger i provinsen Nógrád, i den norra delen av landet, 90 km nordost om huvudstaden Budapest. Toppen på Karancs är 720 meter över havet.
Terrängen runt Karancs är kuperad åt nordost, men åt sydväst är den platt. Runt Karancs är det tätbefolkat, med 397 invånare per kvadratkilometer. Närmaste större samhälle är Salgótarján, 5,9 km söder om Karancs. I omgivningarna runt Karancs växer i huvudsak lövfällande lövskog.